# Dekanat Krosno I
Dekanat Krosno I – dekanat w archidiecezji przemyskiej, w archiprezbiteracie krośnieńskim.

## Historia
W 1594 roku bp Wawrzyniec Goślicki utworzył dekanat krośnieński, w którego skład weszły wówczas parafie: Krosno, Haczów, Iwonicz, Jasionka, Klimkówka, Kombornia, Korczyna, Krościenko Wyżne, Królik, Lubatowa, Miejsce, Odrzykoń, Rogi, Równe, Targowiska, Wrocanka.
W 1785 roku w wyniku reform józefińskich zaborcy austriaccy, większość parafii wyłączyli do nowo utworzonego dekanatu rymanowskiego. W dekanacie krośnieńskim pozostały parafie: Krosno, Korczyna, Krościenko Wyżne, Odrzykoń, Targowiska, Wrocanka, oraz przyłączono eksterytorialnie z dekanatu dynowskiego parafie: Błażowa, Futoma. 
W 1861 roku parafie eksterytorialne Błażowa, Futoma zostały wyłączone do dekanatu strzyżowskiego. W 1938 roku w skład dekanatu wchodziły parafie: Krosno, Kombornia, Korczyna, Krościenko Wyżne, Malinówka, Polanka, Targowiska, Ustrobna, Zrencin, a dziekanem był ks. Franciszek Gosztyła.
W 1971 roku bp Ignacy Tokarczuk podzielił dekanat na krośnieński południowy i krośnieński północny. Do nowego dekanatu krośnieńskiego północnego wyłączono parafie: Krosno Kapucyni, Krosno Michalici, Haczów, Jabłonica Polska, Kombornia, Korczyna, Krasna, Krościenko Wyżne, Malinówka, Węglówka.
W 1983 roku zmieniono nazwy na dekanat krośnieński I, krośnieński II i utworzono nowy dekanat krośnieński III.
Dziekanami dekanatu byli m.in.: ks. Mieczysław Kędzior (1961–1966), ks. prał. Tadeusz Buchowski, ks. prał. Karol Bryś (od 2006). Obecnie dziekanem jest ks. prał. Andrzej Chmura.

## Parafie
- Dobieszyn – pw. Matki Bożej Nieustającej Pomocy
- Jedlicze – pw. św. Antoniego Padewskiego
- Krosno – pw. Miłosierdzia Bożego
- Krosno – pw. św. Wojciecha i Matki Bożej Częstochowskiej
- Krosno – pw. Trójcy Przenajświętszej (Fara)
- Krosno – pw. Nawiedzenia Najświętszej Maryi Panny (Franciszkanie)
- Krosno – Polanka – pw. Najświętszej Maryi Panny Królowej Polski
- Krosno – Turaszówka – pw. Najświętszego Serca Pana Jezusa
- Odrzykoń – pw. św. Katarzyny
- Potok – pw. św. Andrzeja Boboli
- Żarnowiec – pw. św. Józefa

## Zgromadzenia zakonne
- Krosno – oo. Franciszkanie Konwentualni (XIII wiek)
- Krosno – ss. Józefitki (1899)
- Krosno – ss. Klawerianki
- Krosno (Polanka) – ss. Felicjanki (1984)
- Odrzykoń – ss. Służebniczki starowiejskie (1912)